# 要塞：十字军东征
《要塞：十字军》（英語：Stronghold: Crusader）的前身是萤火虫工作室于2001年开发的即時戰略遊戲《要塞》。
《要塞：十字军》于原版《要塞》有很多相似之处，但故事背景并不设在虚构的欧洲，而设在十字军东征时期的中东 游戏可以通过一个新建筑来购买新的阿拉伯单位做雇佣军。虽然阿拉伯部队不需要任何资源，但价格相当昂贵。 这个游戏的资料片是《要塞：战争之箱》。这个版本是《要塞》和《要塞：十字军》的汇编版本，并新增了几个AI人物和一个新“十字军的足迹”任务。 
《要塞：战争之箱》（Stronghold Warchest）只在北美销售，这意味着在2008年年初《要塞：十字军增强版》发布以前其他地方的玩家没法见到新的“十字军的足迹”任务和新AI人物。

## 战役
和大多数即时战略游戏一样，要塞：十字军也有多个战役。其中包括战斗的召唤（第一次十字军东征），萨拉丁的征服（第二次十字军东征），国王的十字军（第三次十字军东征）和虚构的十字军国度  。
在第一个战役中，玩家必须带领欧洲军队通过土耳其占领耶路撒冷（尼西亚，赫拉克利业，安条克守城，克拉克·德·谢瓦利埃，攻占耶路撒冷）。游戏还有“十字军的足迹”，一系列提高玩家的游戏水平的50个关卡。只有最熟练，最忠实的玩家才能通过这五十个关卡。要塞战争之箱增加了有30个关卡的“第二次十字军的足迹”。要塞：十字军增强版也增加了有20个关卡的新的十字军的足迹。

## 不同之处
十字军的游戏部分和原版事实上完全不同。自从十字军来到了中东，他们发现中东只有有限的资源和可以耕种的土地。和原来玩家哪里都可以建农田不同，你只能在绿洲上有限地建农田。这使对手和盟友都为了绿洲你争我夺，使游戏更具竞争性。此外，有四个或八个新AI对手（取决于购买哪一个版本）和一些新的阿拉伯雇佣兵。为了和圣殿骑士团相匹配，玩家单位的颜色也已经从蓝色改为了红色。

一次精彩的要塞：十字军比赛

## 要塞：十字军增强版
在2008年1月28日，萤火虫公司发布要塞：十字军增强版。他拥有“新的战术界面”，“新的AI和地图”，“新的十字军的足迹”，“可以超过10000个单位战斗”而且兼容Windows Vista。在2008年五月公布。